# Лема Ріса
Лема Ріса — твердження в функціональному аналізі про властивості лінійних замкнутих просторів у нормованому просторі. Названа на честь угорського математика Фридєша Ріса, що опублікував доведення у випадку гільбертових просторів у 1918 році.

## Твердження
Нехай Y — замкнутий лінійний підпростір нормованого простору X. Тоді для довільного дійсного числа, такого що 0 < α < 1 існує такий елемент x ∈ X, що
{\displaystyle \|x\|=1}
і також
{\displaystyle \|x-y\|>\alpha }
для всіх y ∈ Y. Іншими словами
{\displaystyle d(x,Y)>\alpha },
де d(x, Y) позначає відстань елемента x від множини Y щодо норми нормованого простору X.

## Доведення
- Нехай елемент v ∈ X \ Y і також позначимо

{\displaystyle a=d(v,Y)=\inf _{y\in Y}\|v-y\|.}
Оскільки підпростір Y є замкнутим, то a > 0. З визначення інфімуму випливає існування такого елемента y0 ∈ Y, що
{\displaystyle a\leqslant \|v-y_{0}\|<{\frac {a}{\alpha }}.}
Нехай x = c(v — y0), де
{\displaystyle c={\frac {1}{\|v-y_{0}\|}}.}
Норма елемента x рівна 1. Окрім того, для кожного y ∈ Y
{\displaystyle \|x-y\|=\|c(v-y_{0})-y\|=c\|v-(y_{0}+{\tfrac {1}{c}}y)\|.}
Оскільки
{\displaystyle y_{0}+{\tfrac {1}{c}}y\in Y,}
то також
{\displaystyle \|v-(y_{0}+{\tfrac {1}{c}}y)\|\geqslant a.}
Отже,
{\displaystyle \|x-y\|=c\|v-(y_{0}+{\tfrac {1}{c}}y)\|\geqslant ca={\frac {a}{\|v-y_{0}\|}}>{\frac {a}{a/\alpha }}=\alpha ,}
що завершує доведення.